# Marin Dragnea
Marin Dragnea (* 1. Januar 1956 in Slobozia Moară, Kreis Dâmbovița) ist ein ehemaliger rumänischer Fußballspieler. Er bestritt insgesamt 405 Spiele in der höchsten rumänischen Spielklasse, der Divizia A, und nahm an der Fußball-Europameisterschaft 1984 teil.

## Karriere

### Verein
Dragnea begann seine Karriere im Alter von 16 Jahren bei Progresul Bukarest. Im Jahr 1973 kam er in den Kader der ersten Mannschaft, die seinerzeit in der zweiten rumänischen Liga, der Divizia B, spielte. Die Saison 1974/75 konnte er mit seinem Team als Zweitplatzierter hinter Rapid Bukarest abschließen und verpasste damit knapp den Aufstieg.
Im selben Jahr nahm der rumänische Spitzenklub Dinamo Bukarest Dragnea unter Vertrag, setzte ihn aber in der Spielzeit 1975/76 nicht ein, so dass er keinen Anteil an der Vizemeisterschaft hatte. Um Spielpraxis zu sammeln, wechselte er für eine Saison zum Ligakonkurrenten FC Constanța. Dort stieg er zum Stammspieler auf und schaffte mit dem Klub am Saisonende den Klassenerhalt. Er kehrte zu Dinamo zurück und konnte sich im Laufe der Saison 1977/78 ebenfalls als fester Bestandteil der Mannschaft etablieren. In der Spielzeit 1980/81 konnte er erstmals seine Torgefährlichkeit unter Beweis stellen, als ihm neun Treffer gelangen. Mit der Meisterschaft 1982 gewann er seinen ersten Titel.
Nach einer weiteren Meisterschaft in der Saison 1982/83 wurde die Spielzeit 1983/84 zur erfolgreichsten in Dragneas Laufbahn. Der dritten Meisterschaft in Folge folgte mit dem Pokalsieg 1984 das Double, das von seiner Nominierung für die Europameisterschaft in Frankreich gekrönt wurde. Im Europapokal der Landesmeister hatte Dinamo zuvor nach Siegen gegen Titelverteidiger Hamburger SV und den sowjetischen Meister FK Dinamo Minsk das Halbfinale erreicht und damit das beste Ergebnis der Vereinsgeschichte erzielt. Dort schied die Mannschaft gegen den späteren Sieger FC Liverpool aus. Mit 15 Toren erreichte Dragnea die beste Trefferquote seiner Karriere in der Divizia A.
Nachdem Dragnea in der Saison 1984/85 noch einmal elf Treffer erzielen konnte, in den nationalen Wettbewerben aber hinter Steaua Bukarest zurückstehen musste, gewann er mit dem Pokalsieg 1986 letztmals einen Titel. Im Finale wurde Steaua mit 1:0 bezwungen, das zuvor neben der rumänischen Meisterschaft auch den Europapokal gewonnen hatte.
Nach fast zehn Jahren und dem Verlust seines Stammplatzes verließ Dragnea in der Winterpause 1986/87 Dinamo und schloss sich dem Aufsteiger Flacăra Moreni an. Hier fand er zunächst zu alter Stärke zurück, als er den Klub mit zehn Treffern in der Saison 1987/88 auf den sechsten Platz führte. Mit dem vierten Platz ein Jahr später holte die Mannschaft gar die beste Platzierung der Vereinsgeschichte, die mit der Qualifikation zum UEFA-Pokal verbunden war. Dragnea blieb mit drei Treffern unter seinen Möglichkeiten.
Nachdem Moreni am Ende der Saison 1989/90 als einziger sportlicher Absteiger die Divizia A verlassen musste, wechselte Dragnea zum Aufsteiger Rapid Bukarest, wo er im Jahr 1991 seine Karriere beendete.

### Nationalmannschaft
Dragnea bestritt fünf Spiele für die rumänische Nationalmannschaft und blieb dabei ohne Torerfolg. Im Sommer 1984 nominierte ihn Nationaltrainer Mircea Lucescu für das rumänische Aufgebot zur Europameisterschaft in Frankreich, obwohl er zuvor kein einziges Länderspiel bestritten hatte. Im ersten Gruppenspiel gegen Spanien am 14. Juni 1984 lief er von Beginn an auf. Auch im zweiten Spiel gegen Deutschland baute Lucescu auf ihn, ließ ihn aber in der abschließenden Begegnung gegen Portugal auf der Bank.
Nach der Europameisterschaft verzichtete Lucescu – abgesehen von einem Freundschaftsspiel gegen Israel im November 1984 – auf die Dienste von Dragnea. Im März 1986 holte er ihn für zwei Länderspiele gegen den Irak zurück, wo Dragnea als Kapitän fungierte. Anschließend wurde er nicht mehr berücksichtigt.

## Erfolge
- EM-Teilnehmer: 1984
- Rumänischer Meister: 1982, 1983, 1984
- Rumänischer Pokalsieger: 1984, 1986
- Halbfinale im Europapokal der Landesmeister: 1984